# Jezioro Strzeleckie (powiat chodzieski)
Jezioro Strzeleckie – jezioro w woj. wielkopolskim, w pow. chodzieskim, w mieście Chodzież, leżące na terenie Pojezierza Chodzieskiego.

## Charakterystyka
Jest to rynnowe jezioro polodowcowe o typowym dla tych jezior podłużnym kształcie i stromych brzegach porośniętych lasem. Na południe od jeziora rozciągają się tereny bagienne, przez które ciekami wodnymi jezioro jest połączone z jeziorem Karczewnik.
Na północy jeziora w pobliżu drogi krajowej nr 11 znajduje się niewielkie kąpielisko. Wzdłuż wschodniego brzegu jeziora wiedzie trasa spacerowa.

## Morfometria
Powierzchnia zwierciadła wody według różnych źródeł wynosi od 13,5 ha przez 16,0 ha do 17,67 ha.

Zwierciadło wody położone jest na wysokości 65,2 m n.p.m. Średnia głębokość jeziora wynosi 3,4 m, natomiast głębokość maksymalna 5,3 m.
W oparciu o badania przeprowadzone w 2005 roku wody jeziora zaliczono do III klasy czystości i II kategorii podatności na degradację.